# Zeng Fanyi
Zeng Fanyi (en chino, 曾凡一; pinyin, Zéng Fányī (Shanghái, 15 de enero de 1968 (57 años) es una científica, y bióloga china, especialista en célula madre y profesora en la Escuela de Medicina de la Universidad de Shanghái Jiao Tong (SJTU).

## Biografía
El padre de Zeng, el genetista Zeng Yitao (曾溢滔) es un académico de la Academia China de Ingeniería. Ambos Zengs fueron estudiantes de Tan Jiazhen, quien fue fundador de la moderna genética en China.
Obtuvo su B.Sc. por la Universidad de California en San Diego (UCSD), y el M.D. y Ph.D. por la Universidad de Pensilvania (UPenn) Escuela de Medicina y la Escuela de Artes y Ciencias de la Universidad de Pensilvania, respectivamente. Zeng también lleva a cabo estudios postdoctorales en la Universidad de Pensilvania.
En octubre de 2007, se unió a la Facultad de Medicina de Shanghái Jiao Tong (División de Medicina Básica). Hoy, es vicepresidenta del Instituto de Shanghái de Genética Médica de la SJTU, donde su padre Zeng Yitao es director general. Zeng Fanyi es también vicepresidenta del Instituto de Células Madre de Shanghái.

## Investigaciones
La investigación de Zeng se centra principalmente en la genética médica y biología del desarrollo.
En julio de 2009 Zeng, sus compañeros de trabajo, y su equipo co-operacional publicaron un artículo en Nature, demostrando que un mamífero puede ser generadp desde células madres pluripotentes inducidas (iPSCs). Así, usaron embriones de ratón creando iPSCs por aplicación del mismo método que el equipo de Shinya Yamanaka. Luego, crearon embriones tetraploides por fusionar dos embriones en estadio temprano fertilizados. Los implantaron a esos embriomes y algunos de ellos finalmente se desarrollaron exitosamente. Doce ratones luego se aparearon produciendo descendencia, sin mostrar deficiencias físicas.